# Praaga
Praaga – wieś w Estonii, w prowincji Tartu, w gminie Vara.